# Volo Grodno Aviakompania 1252
Il 3 novembre 2021, il volo Grodno Aviakompania 1252, operato da un Antonov An-12BK immatricolato EW-518TI, si è schiantato durante un tentativo di riattaccata, provocando la morte di tutte le nove persone a bordo (sette membri dell'equipaggio e due passeggeri). Questo è stato il primo incidente mortale per la Grodno Aviakompania.

## L'aereo
Il velivolo coinvolto era un Antonov An-12BK e aveva 53 anni e 10 mesi (costruito nel 1968); il suo numero di serie era 61-07 e il numero di fabbrica 8346107. Fu consegnato per la prima volta all'aeronautica militare della defunta USSR e operò fino al 1989 registrato come CCCP-11244. Dopo lo scioglimento dell'Unione Sovietica, nel 1993 l'aereo passò all'Aeronautica Militare dell'attuale Russia e rimase in deposito fino al 2003 con la stessa immatricolazione. Più tardi, nello stesso anno, Air Armenia lo ha ottenuto cambiando la registrazione in EK-11001 e lo ha fatto volare fino al 2014. In seguito, la compagnia aerea tagica Asia Airways lo ha utilizzato per un anno con la registrazione EY-411. Dal 2015 al 2019, Asia Airways lo ha tenuto in deposito. Da allora la compagnia aerea bielorussa Grodno Aircompany lo ha acquistato e lo ha tenuto fino al giorno dell'incidente, immatricolato come EW-518TI.

## Passeggeri ed equipaggio
Sull'aereo c'erano 9 persone, di cui 7 erano membri dell'equipaggio e gli altri 2 erano passeggeri che accompagnavano il carico.
L'equipaggio era composto da:
- Comandante, Aleksandr Nikolaevič Egorov.
- Copilota, Oleg Valer'evič Ščučko.
- Navigatore Andrej Evgen'evič Sergeev.
- Meccanico di volo, Jurij Nikolaevič Kroparev.
- Assistente di volo Aleksandr Borisovič Čuprynenko.
- Due ingegneri di volo, Dmitrij Ivanovič Garmonenko e Maksim Michajlovič Karpuk.

I passeggeri che accompagnavano il carico erano:
- Jurij Viktorovič Volodin
- Oleg Ėduardovič Višnev

## L'incidente
L'aereo trasportava cibo e beni di consumo ad Anadyr', nel circondario autonomo della Čukotka. Il volo si stava avvicinando alla pista 30 dell'aeroporto Internazionale di Irkutsk, mentre le condizioni meteorologiche continuavano a peggiorare, la visibilità era di 750 m, la neve cadeva copiosa, la direzione del vento era di 290° e la sua velocità era di 8 m/s. Prima dell'atterraggio, l'equipaggio ha informato la torre della necessità di effettuare una riattaccata. La visibilità della pista 30 a 700 metri a sud-est era di 1.600 metri. L'altezza della base della nube di cumulonembi era di 200 metri, la temperatura era di -7 °C e il punto di rugiada di -8 °C. Poco dopo, l'aereo è scomparso dagli schermi radar dell'aeroporto. A quel punto il velivolo è caduto in un'area boschiva nella zona del villaggio di Pivovaricha, prendendo fuoco a causa della fuoriuscita del carburante, che si è propagato per un'area di circa 300 m².

## Le indagini
Sul luogo del disastro hanno lavorato complessivamente 46 persone e 17 squadre, il cui numero è aumentato nel tempo. Il governatore della regione di Irkutsk, Igor Kobzev, si è recato sul luogo del disastro.
L'Interstate Aviation Committee che guida l'indagine ha aperto un caso penale ai sensi dell'art. 263 del Codice penale della Federazione Russa (violazione delle norme di sicurezza per l'esercizio del trasporto aereo).